# 35-мм киноплёнка

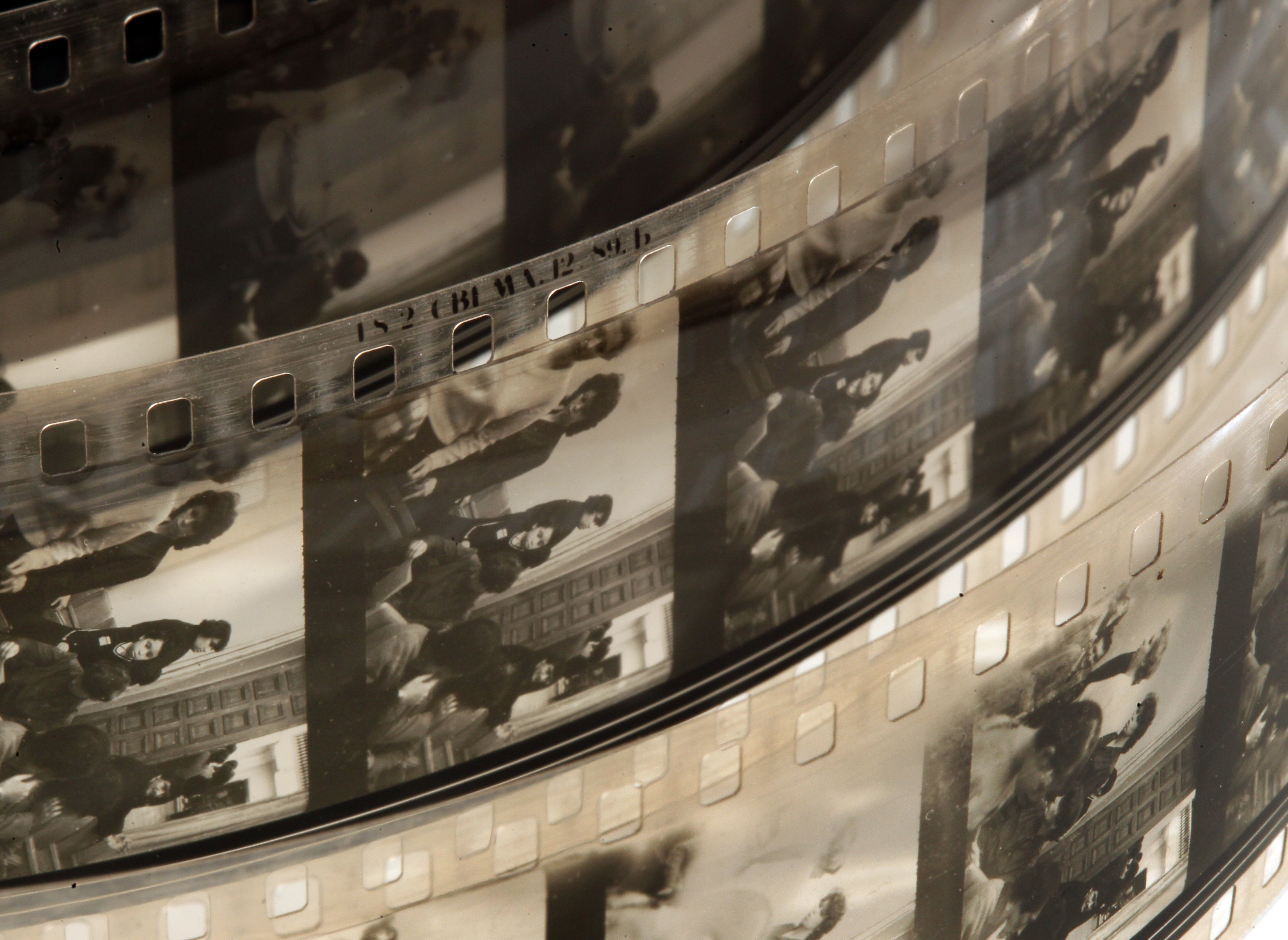
35-мм позитивная киноплёнка «Свема» с отпечатанными изображением и оптической звуковой дорожкой

35-мм киноплёнка — киноплёнка шириной 34,975±0,025 миллиметра с двухсторонней перфорацией. Наиболее распространённый фотоматериал в профессиональном кинематографе и малоформатной фотографии. Несмотря на успешное развитие как более широких, так и более узких и дешёвых форматов, 35-мм киноплёнка остаётся доминирующей благодаря удачному балансу между экономичностью и качеством изображения. Современное понятие «35-мм формат» в цифровой аппаратуре обозначает стандарты кинооптики и размеры сенсоров, заимствованные у различных кинематографических систем на такой киноплёнке.

## Историческая справка

Размеры и расположение кадра различных кинематографических систем на 35-мм киноплёнке

35-мм киноплёнка часто называется «нормальной», поскольку занимает промежуточное положение между «узкими» форматами 16 и 8-мм и «широким» 65 и 70-мм. На протяжении целого столетия она является наиболее массовым типом кинематографического носителя. Её распространение связывают с предпочтением этого формата Луи Люмьером и ведущей ролью французского кинематографа в начале XX века. Исторически она появилась первой: её форма и размеры установлены в 1889 году Уильямом Диксоном и Томасом Эдисоном, использовавшими такой носитель для «Кинетоскопа». Киноплёнка шириной 1,375 дюйма, заказанная для аппарата в компании Eastman Kodak, была получена разрезанием вдоль уже выпускавшейся неперфорированной роликовой фотоплёнки шириной 70-мм. В качестве международного стандарта 35-мм киноплёнка утверждена в 1909 году Конгрессом кинопредпринимателей по предложению Жоржа Мельеса. Несмотря на это, название «Стандарт Эдисона» ещё долго ассоциировалось с такой киноплёнкой, остающейся без существенных изменений более 100 лет. Появление общего формата киноплёнки, пригодного для демонстрации в большинстве кинотеатров, в огромной степени способствовало распространению кинематографа.
Расстояние между рядами перфораций современной киноплёнки равно 1 дюйму, а при частоте съёмки немого кинематографа 16 кадров в секунду её расход составляет 1 фут в секунду. Первоначальные размеры кадра были выбраны Эдисоном, исходя из распространённого в фотографии соотношения сторон 4:3. Ширина кадра равнялась промежутку между перфорациями в 1 дюйм (25,4 мм) а высота составила 3/4 дюйма (19 мм), определив современный шаг кадра. Позднее Люмьером размеры были уменьшены до 18×24 мм для получения защитного промежутка, став стандартом немого кино. С появлением в кинематографе звука размеры кадра уменьшились до формата «Мувитон» 18×21 мм, а затем до классических 16×22 мм (было освобождено место для оптической фонограммы).
Первые десятилетия 35-мм киноплёнка выпускалась на прочной, но горючей основе из нитроцеллюлозы. Материал был исключительно износоустойчив, но чрезвычайно пожаро- и даже взрывоопасен: киноплёнка легко воспламенялась и горела даже без доступа кислорода, выделяя токсичные газы. Один из первых пожаров по её вине, погубивший 124 человека, произошёл в 1897 году на благотворительном базаре в Париже. В 1907 году число жертв возгорания в парижском кинотеатре также превысило сотню. Спустя четыре года аналогичная трагедия случилась в городе Бологое Российской Империи. Эта особенность киноплёнки наложила отпечаток на все технологии кинематографа. Кинотеатры начали строить по специальным проектам, обеспечивавшим надёжное разделение зрительного зала и аппаратной с кинопроекторами. Проекционные окна в разделительной стене снабжались аварийными металлическими шторками, а киноплёнка размещалась в специальных кожухах проекторов с герметичным лентопротяжным трактом. Противопожарная заслонка, автоматически опускающаяся перед источником света при обрыве плёнки и остановке механизма, дожила до сегодняшнего дня, как обязательный атрибут 35-мм кинопроекторов. Использование 35-мм киноплёнки в любительском кинематографе было ограничено вплоть до появления безопасной подложки в 1948 году.
Несмотря на все меры предосторожности, крупные пожары, виновником которых была киноплёнка из нитроцеллюлозы, случались регулярно. В 1948 году пожар на теплоходе «Победа», случившийся по той же причине, унёс жизни 42 человек, в том числе китайского маршала Фэн Юйсяна. В 1952 году Kodak, а за ним и все остальные производители, полностью прекратили выпуск горючей киноплёнки, заменив материал подложки на триацетат целлюлозы.
В отличие от 35-мм киноплёнки, большинство остальных форматов, появившихся позднее, сразу выпускались на безопасной основе. В начале материалом был диацетат целлюлозы, уступающий нитратной подложке в прочности и износостойкости. Он использовался для любительских 16-мм, 9,5-мм и 8-мм киноплёнок, подверженных износу в меньшей степени из-за небольших скоростей и нагрузок. С появлением триацетата целлюлозы, сопоставимого по важнейшим параметрам с нитроцеллюлозой, он стал стандартным материалом для подложки большинства киноплёнок, получивших обозначение «Безопасная» или Safety Film.
Современные сорта 35-мм киноплёнки, кроме негативной и некоторых контратипных, выпускаются на безусадочной лавсановой подложке. Такая полиэстеровая подложка обладает высокой прочностью и износоустойчивостью, но для её склейки требуются специальные склеечные прессы с ультразвуковой сваркой. Для удобства монтажа по «классической» технологии соответствующие сорта киноплёнки выпускаются на триацетатной подложке, допускающей склейку обычным киноклеем.

## Использование
35-мм киноплёнка стала основой для самого большого количества кинематографических систем.
Самыми массовыми после немого кино стали система с классическим форматом кадра, а также кашетированные и анаморфированные широкоэкранные форматы. Наибольшей сложностью и информационной ёмкостью обладают панорамные и кругорамные системы кинематографа, использующие одновременно три и более 35-мм киноплёнок для съёмки и проекции изображения. Появление высококачественных широкоформатных киносистем на 70-мм киноплёнке стало толчком для разработки форматов с близкими размерами кадра на 35-мм киноплёнке. Результатом стали системы «Виставижн» и «Технирама» с продольным расположением кадра.
Известны также способы экономного использования площади 35-мм киноплёнки, на которой фильм размещался в две дорожки с продольным расположением кадра. Одна из попыток была предпринята в 1915 году корпорацией «Duplex», разработавшей киносъёмочную и кинопроекционную аппаратуру для двухрядных фильмов. Позднее похожий принцип использовался в узкоплёночном формате 2×8 мм. Разница заключалась в отсутствии необходимости разрезания готового фильма вдоль, поскольку бобины с ним переворачивались в проекторе так же, как в камере. Однако, небольшой размер кадра 10×19 мм при доступном на тот момент уровне зернистости фотоэмульсий оказался достаточным лишь для домашнего просмотра, при этом уступая уже получившим распространение форматам на 28-мм и 17,5-мм киноплёнках.
В современном профессиональном кинематографе 35-мм киноплёнка остаётся практически единственным типом плёночного носителя для печати прокатных фильмокопий. Из-за преобладания контактного способа печати все кинопроекторы этого формата со времён «Синематографа» рассчитаны на зарядку киноплёнки подложкой к объективу, в то время как в киносъёмочных аппаратах негативная плёнка расположена наоборот. Это позволяет получать на экране прямое (незеркальное) изображение при контактной печати позитива «эмульсия к эмульсии». Съёмка осуществляется как на форматы 35-мм, так и «Супер-16», и по современной цифровой технологии Digital Intermediate предусматривает дальнейшее сканирование негатива. Возросшее за последние десятилетия фотографическое качество фотоэмульсий позволило отказаться от широких киноплёнок в пользу нормальной, за редким исключением.
В течение нескольких десятилетий 35-мм киноплёнка использовалась для печати диафильмов. Последовательность изображений с субтитрами представляла собой иллюстрированный рассказ, пригодный для публичной демонстрации в домашних условиях и учебных заведениях. Кроме того, на 35-мм обращаемой фотоплёнке изготавливались слайды, составляющие слайд-шоу с подобными диафильмам возможностями. До широкого распространения видеомагнитофонов обе технологии служили в качестве наиболее доступных мультимедийных инструментов.

## Шаг кадра
В отличие от большинства узкоплёночных форматов, шаг кадра которых совпадает с шагом перфорации, на 35-мм киноплёнке эти параметры отличаются. Поэтому, шаг кадра различных 35-мм киносистем измеряется как в миллиметрах, так и в перфорациях.
В профессиональном кинематографе стандартным считается шаг в 4 перфорации, что соответствует для позитивной киноплёнки 19 миллиметрам или ¾ дюйма. Этот параметр остаётся неизменным с момента, когда был установлен Эдисоном для кадра с соотношением сторон 4:3 шириной в 1 дюйм. Шаг в 4 перфорации используется во всех прокатных форматах и большинстве производственных, поскольку соответствует стандарту, использующемуся во всех кинопроекторах. Кашетированный кадр уменьшенной высоты также располагается в пределах такого шага, оставляя неиспользованным широкий межкадровый промежуток. Некоторые системы 3D-кинематографа располагают в пределах стандартного шага два кадра стереопары, уменьшенные по высоте вдвое. Шаг кадра, отличающийся от 4 перфораций, используется только в производственных форматах для негатива, рассчитанного на последующую оптическую или цифровую трансформацию.
Потребность в повышении качества изображения заставила разработчиков создать форматы с более крупными размерами кадра, чем доступный в пределах стандартного шага. В таких киносистемах кадр с шагом в 8 перфораций расположен не поперёк, а вдоль 35-мм киноплёнки, которая движется в киносъёмочном и кинопроекционном аппаратах горизонтально. Форматы «Виставижн» и «Технирама» с таким шагом кадра использовались недолго и, главным образом, для негатива. Фильмокопии в оригинальном формате печатались в единичных экземплярах только для фестивальных и конкурсных показов, поскольку требуют специальных кинопроекторов, несовместимых с другими форматами. Горизонтальный ход киноплёнки также предопределил расположение и размеры малоформатного кадра с таким же шагом в фотоаппаратах. Такой же шаг кадра использовался в системах стереокинематографа, например советской «Стерео-35», с так называемой «вертикальной стереопарой», в которой её разные части располагались на классических кадрах друг над другом. Увеличенный шаг кадра в 6 перфораций использовался в панорамных киносистемах «Синерама», «Синемирэкл» и «Кинопанорама», использующих одновременно три 35-мм киноплёнки. Каждый кадр на экране состоял из трёх кадров на разных киноплёнках с таким шагом.
Рост фотографического качества фотоэмульсий позволил уменьшить размеры кадра и укоротить его шаг в некоторых производственных форматах. Современные киносъёмочные аппараты используют шаг в 3 и даже 2 перфорации, позволяя экономить киноплёнку, затраты на которую составляют значительную часть бюджета кинопроизводства. Попытки создать прокатный формат «Юнивизиум» (англ. Univisium) с шагом в 3 перфорации не привели к успеху, поскольку это потребовало бы модернизации огромного парка кинопроекторов.
В панорамных фотоаппаратах используется наиболее длинный шаг кадра в 13 («Горизонт») и даже 24 перфорации («Hasselblad X-pan»).

## Применение в фотографии

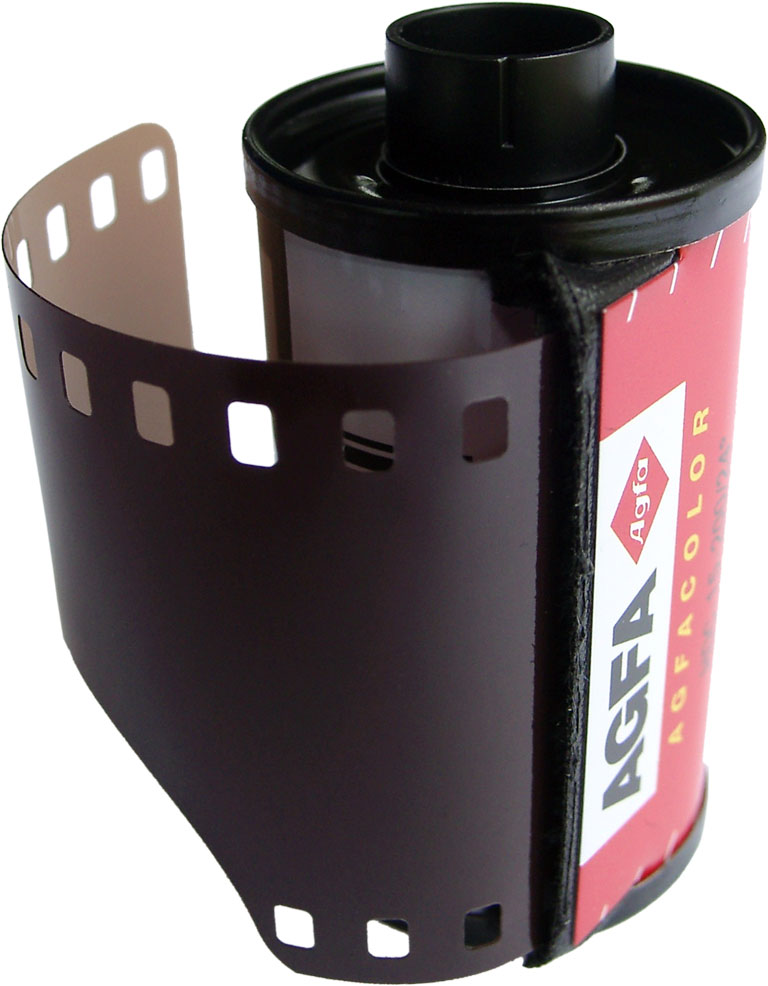
35-мм фотоплёнка в кассете тип-135

Киноплёнка шириной 35-мм послужила в качестве фотоматериала, использующегося в малоформатной и полуформатной фотоаппаратуре. Такой же тип фотоматериала применяется в некоторых панорамных фотоаппаратах, например в советском «Горизонт» с кадром 24×58 мм. Впервые киноплёнка использована для фотографии в 1913 году в американской камере «Симплекс Мульти». Широкое распространение формат получил благодаря Оскару Барнаку, сконструировавшему в 1914 году фотоаппарат Leica. Размер кадра составил 24×36 мм, длина в стандартной кассете 1,6 метра. В 1963 году немецкая компания Agfa разработала систему «Рапид» для быстрой зарядки такой же 35-мм плёнки.
«Фотоплёнка тип 135» стала самой распространённой в мире, оставаясь одним из немногих типов фотоматериалов, выпускающихся после цифровой революции в фотографии. Кроме того, в фотографии зачастую вместо фотоплёнки использовалась негативная чёрно-белая киноплёнка, сходная по фотографическим и геометрическим характеристикам с плёнкой, специально выпускаемой для фотоаппаратов. В отличие от киносъёмочного аппарата, фотоаппарат не предъявляет столь жёстких требований к типу и шагу перфорации, допуская использование как «позитивной» Kodak Standard, так и «негативной» Bell & Howell. Особой популярностью у советских, а затем российских фотожурналистов пользовался кинонегатив «А-2» и «А-2Ш», обладавший высокой светочувствительностью.
Технология лабораторной обработки чёрно-белых киноплёнок совпадает с режимом проявления фотоплёнок, позволяя обрабатывать оба типа фотоматериала в одинаковых условиях. Цветные негативные киноплёнки для фотографии непригодны, поскольку обрабатываются по процессу ECN-2, отличающемуся от C-41, общепринятого для фотоплёнок. Однако возможна их обработка по процессу C-41 после смывки сажевого слоя.